# Maria Sadowska
Maria Sadowska (Varsavia, 27 giugno 1976) è una cantante e regista cinematografica polacca.

## Biografia
All'inizio degli anni '90 Maria Sadowska ha fatto parte del gruppo musicale per bambini Tęcza, con cui ha registrato un album nel 1990 dove canta alcuni pezzi da solista. Il suo primo album da solista, Jutro, è uscito nel 1995, seguito da Lucky Star e dall'EP Crazy nel 1997.
Dopo alcuni anni di permanenza negli Stati Uniti, è tornata in Polonia per registrare il suo terzo album del 2004, Marysia Sadowska, disco di musica jazz che ha raggiunto il 38º posto nella classifica polacca. L'anno successivo ha partecipato al festival della canzone polacca di Opole con la canzone Tylko tu i teraz, conquistando il quarto posto.
Nel 2006 la cantante ha conquistato il suo migliore piazzamento in classifica con l'album di cover Tribute to Komeda, che ha raggiunto l'11º posto, mentre nel 2014 ha ottenuto il suo primo disco d'oro con l'album Jazz na ulicach, che ha venduto più di 15 000 copie a livello nazionale, oltre a piazzarsi 24º in classifica. Nel 2017 è stata una dei cinque giurati a Krajowe Eliminacje, il programma di selezione del rappresentante polacco per l'Eurovision Song Contest.
Nel secondo decennio del XXI secolo intraprende anche la carriera di regista, girando i film Dzień kobiet nel 2012 e The Art of Loving. Story of Michalina Wislocka nel 2017.

## Discografia

### Album in studio
- 1995 – Jutro
- 1998 – Lucky Star
- 2004 – Marysia Sadowska
- 2006 – Tribute to Komeda
- 2007 – Gwiazda dla każdego
- 2009 – Spis treści
- 2009 – Demakijaż
- 2010 – Kaczmarski & Jazz (con Anna Serafińska e Janusz Szrom)
- 2013 – Dzień Kobiet
- 2014 – Jazz na ulicach
- 2020 – Początek nocy

### EP
- 1997 – Crazy
- 2006 – Maria Sadowska

### Singoli
- 2004 – Chcemy tylko tańczyć
- 2004 – Fotografia
- 2004 – O mnie o tebie
- 2005 – Tomaszów
- 2005 – Tylko tu i teraz
- 2006 – Niezmiennie
- 2006 – Kiedy nie ma miłości
- 2007 – Wracaj
- 2009 – Revolucja
- 2009 – Jest dobrze
- 2009 – Wydarzyło się nie wydarzyło
- 2010 – Sama ze sobą
- 2013 – Dzień Kobiet
- 2013 – Pole walki
- 2014 – Life Is a Beat
- 2014 – Raise Your Hands
- 2014 – Jazz na ulicach (feat. Urszula Dudziak)
- 2014 – Warsaw
- 2014 – Anyway
- 2020 – Marakeczi (feat. Leszek Możdżer)
- 2020 – Początek nocy
- 2020 – Wolno umierać
- 2021 – Stracić nadzieję
- 2021 – Kochajmy się

## Filmografia

### Regista
- 2012 – Dzień kobiet
- 2017 – The Art of Loving. Story of Michalina Wislocka
- 2021 – Dziewczyny z Dubaju